# Bò Nguni
Bò Nguni là một giống bò đặc biệt ở miền nam châu Phi. Giống bò này là một giống bò lai của các giống bò khác nhau ở Ấn Độ và châu Âu, chúng được đưa đến đây bởi các bộ lạc nói tiếng Bantu đến miền nam châu Phi trong quá trình di cư từ phía bắc lục địa này. Các con bò giống này có kích thước trung bình và thích nghi với chăn thả trên cao.

## Đặc điểm
Bò Nguni được biết đến với khả năng sinh sản và khả năng kháng bệnh, là giống ưa thích trong số cộng đồng người nói tiếng Bantu ở Nam Phi (Nam Phi, Swaziland, Namibia, Zimbabwe, Botswana và Angola).